# Acta Sanctorum
Acta Sanctorum – encyklopedyczny zbiór żywotów świętych opracowany z zastosowaniem tzw. krytyki historycznej, tzn. poprzez badania historyczne oddzielono fakty legendarne od tych, które są potwierdzone wiedzą o danej osobie. 

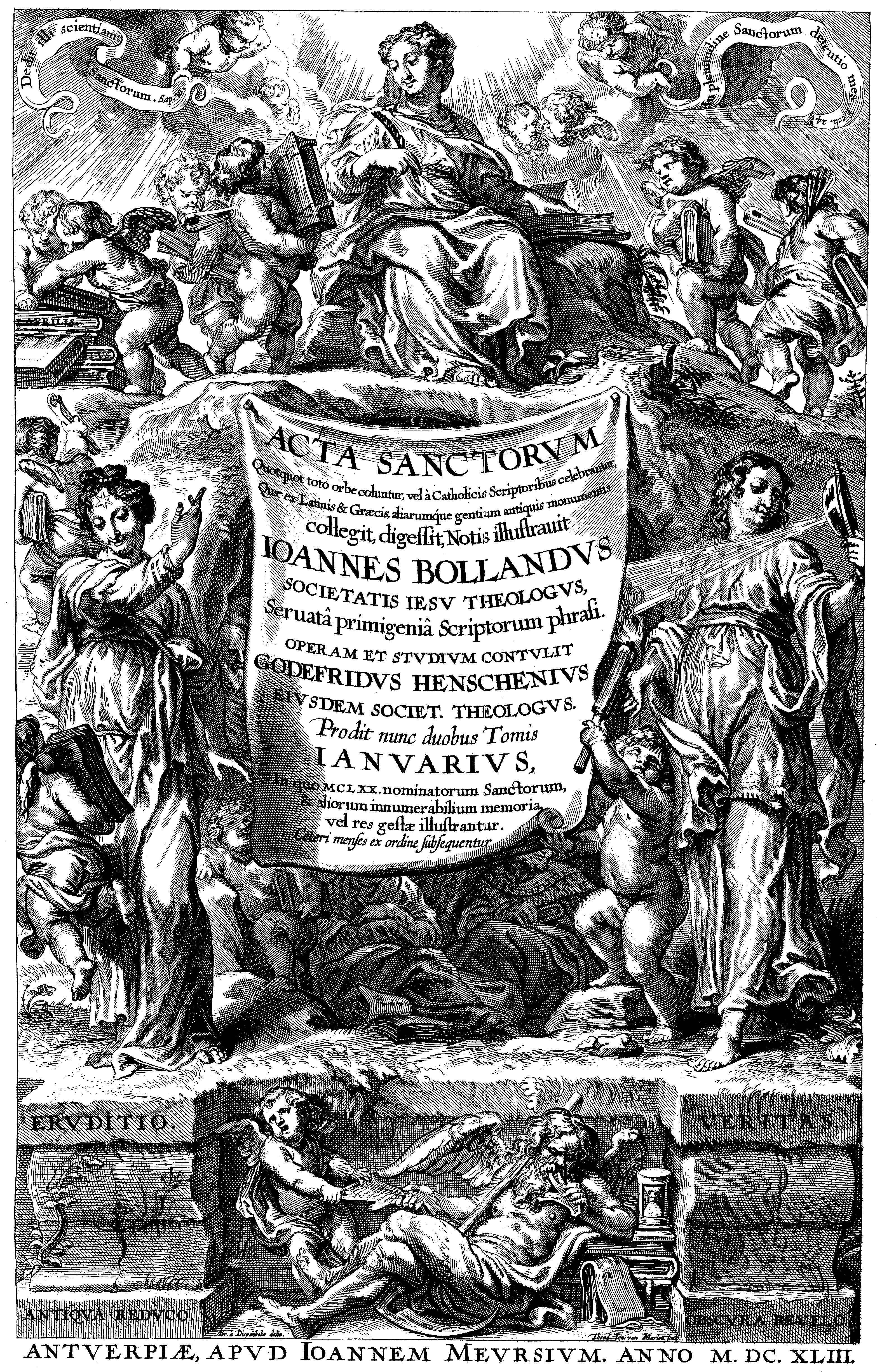
Acta Sanctorum, tom opublikowany w 1643 roku.

## Historia
Wydawanie zbioru rozpoczęto w Antwerpii w roku 1643 z inicjatywy belgijskiego jezuity Jana Bollanda. Jego pracę kontynuowali współpracownicy, którzy utworzyli Towarzystwo Bollandystów. Tomy są wydawane w porządku kalendarzowym, według dat świąt liturgicznych ku czci kolejnych świętych. W latach 1643–1794 wydano tomy obejmujące okres od stycznia do szóstego tomu października. Pracę nad kolekcją udało się wznowić także po rewolucji francuskiej, choć np. zniszczyła ona inny projekt wydawniczy, prowadzony przez Maurystów. Wydawanie serii było kontynuowane w latach 1845-1883 w Brukseli (od siódmego do trzynastego tomu października). Po kolejnej wieloletniej przerwie w 1925 r. ukazał się czwarty tom listopada.
W latach 1863–1867 nakładem paryskiego wydawnictwa Victor Palmé ukazała się parysko-rzymska edycja obejmująca 60 tomów (całość wydanego dotąd przez bollandystów zbioru, tj. do dwunastego tomu października) w nowej redakcji Jeana Carnandet. Edycja Carnandeta ma jednak zmieniony wewnętrzny układ tomów i paginację w stosunku do edycji oryginalnej (np. Acta sancti Veroli, w edycji oryginalnej z 1701 r. znajdują się w trzecim tomie czerwca, s. 382-388, a w edycji parysko-rzymskiej z 1867 r. w czwartym tomie czerwca, na s. 310-314.
Na początku XX w. pod wpływem Hippolyte'a Delehaye'a SJ praca nad wydawaniem kolejnych tomów otrzymała nowoczesne standardy krytyki historycznej. Praca zatrzymała się jednak na pierwszym tomie miesiąca listopada (do 10 listopada). Dossier św. Marcina z Tours, którego święto przypada na 11 listopada, jest tak ogromne, że przy nowych standardach naukowych wymaga ono znacznie większego nakładu pracy w porównaniu z wiekiem XVII i XVIII.  
Obecnie zbiór obejmuje 67 tomów. Prace nad wydawaniem kolejnych tomów zostały podjęte na nowo przez wskrzeszone Towarzystwo Bollandystów z siedzibą w Collège Saint-Michel w Etterbeek (Bruksela).